# Rismyrliden

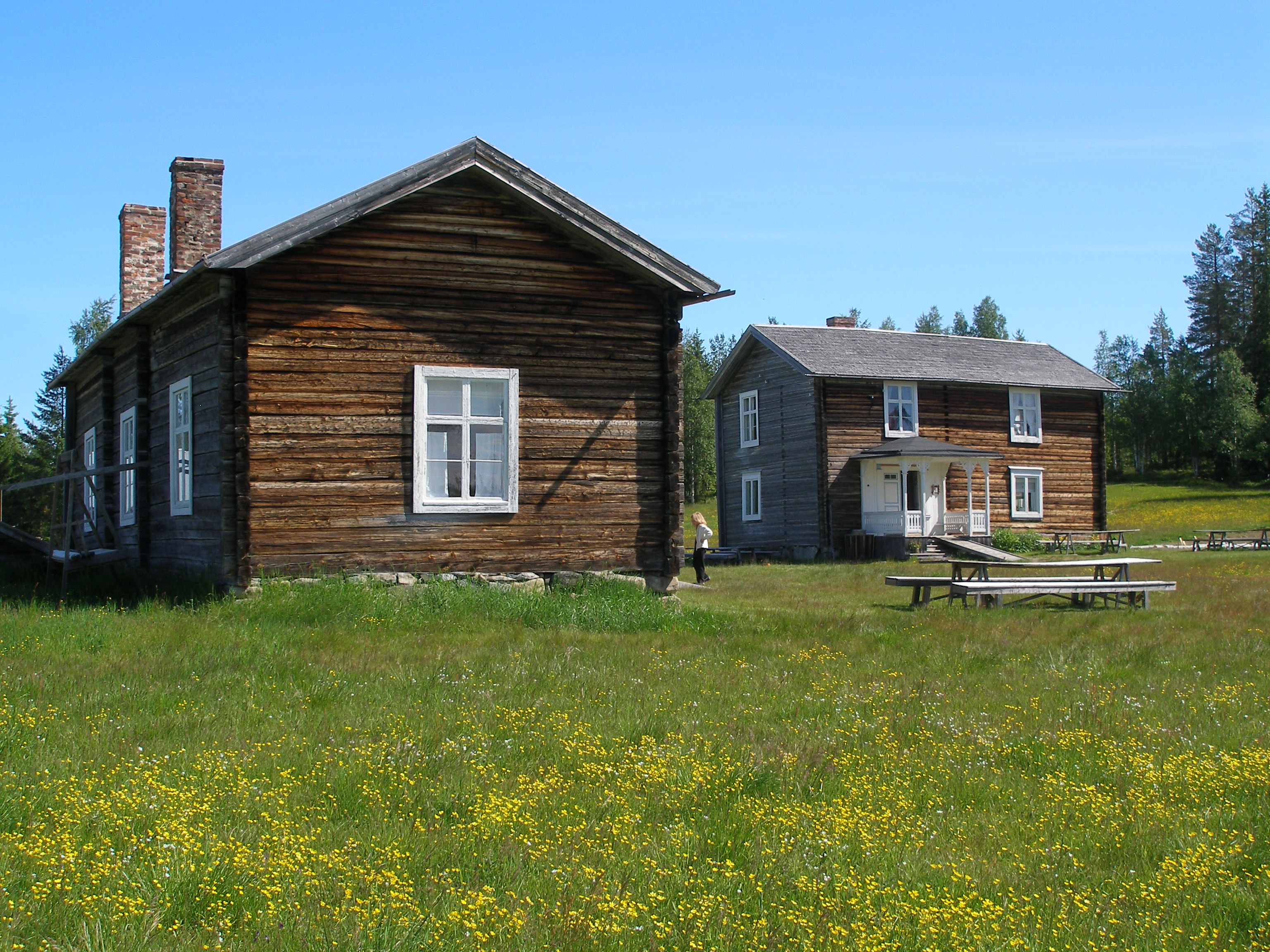
Byggnader från 1800-talet i Rismyrliden. Till höger huvudbyggnaden, Lars stugan, och till vänster broderns hus, Brorers.

Rismyrliden är en gård 40 km väster om Skellefteå. Den uppfördes 1825 men övergavs 1967. Sedan 1985 ägs gården av Stiftelsen Rismyrliden, som får större delen av sin finansiering från Länsstyrelsen i Västerbotten. Gården är ett utflyktsmål under sommaren och föreningen Rismyrlidens Vänner bedriver verksamhet med café, guidning, trädgård, kurser, föreläsningar och djur.